# 仙台市立東華中学校
仙台市立東華中学校（せんだいしりつ とうかちゅうがっこう）は、宮城県仙台市宮城野区宮城野2丁目にある公立中学校。

## 沿革
《主な出典：》
- 1947年（昭和22年）
  - 4月 - 学制改革により仙台市立第八中学校として連坊小路小学校内に新設・開校。所在地：仙台市連坊小路（）223番地[3]。
  - 9月 - 校章制定。
- 1950年（昭和25年）3月 - 仙台市立東華中学校に改称。
- 1951年（昭和26年）
  - 5月 - 校歌制定（作詩：白鳥省吾、作曲：佐藤長助）。
  - 6月 - 校舎建築全期工事唆工。所在地：仙台市東九番丁87番地[4][5]。
- 1952年（昭和27年）4月 - 校旗制定。
- 1956年（昭和31年）8月 - 仙台市立榴岡小学校と校舎（校地）交換。所在地：仙台市宮城野町1番地[6][7][注釈 1]。
- 1965年（昭和40年） - 当時の所在地の表記：仙台市原町南目（）字薬師堂北1番地[10][11][12]。
- 1975年（昭和50年）
  - 4月 - 校木「かしわ」制定[注釈 2]。
  - 5月 - 住居表示実施により所在地の表記変更：仙台市宮城野2丁目14番27号[13]。
- 1989年（平成元年）4月 - 政令指定都市・区制移行により所在地の表記変更：仙台市宮城野区宮城野2丁目14番27号。同時に奨励服採用。

## 学区
若林区と宮城野区をまたぐ学区構成となっており、主に、仙台市立榴岡小学校、仙台市立連坊小路小学校、仙台市立東宮城野小学校、仙台市立宮城野小学校出身の生徒によって構成されている。

## 出身著名人
- 樋口陽一 - 憲法学者。本校の第一期生、1950年卒。
- 清野智 - JR東日本元取締役会長（現 顧問）。1963年卒。
- 稲垣潤一 - 歌手。1969年卒。
- 黒崎政男 - 哲学者、東京女子大学教授。1970年卒。
- 井戸正枝 - 政治家（元衆議院議員）。1981年卒。
- 太田敦士 - 元プロ野球選手。1993年卒。
- 佐藤真哉 - 元プロバスケットボール選手（仙台89ers所属）。1993年卒。
- 小畑裕馬 - プロサッカー選手（ベガルタ仙台所属）。2017年卒。

## 近隣の高等学校
- 宮城県仙台第一高等学校
- 宮城県仙台二華中学校・高等学校
- 仙台市立仙台工業高等学校
- 仙台市立仙台大志高等学校
- 仙台育英学園高等学校
- 聖和学園高等学校